# Паутинник обманчивый
Паути́нник обма́нчивый (лат. Cortinarius decipiens) — вид грибов, входящий в род паутинник (Cortinarius) семейства паутинниковые (Cortinariaceae).

## Описание
Пластинчатый шляпконожечный гриб с малозаметным паутинистым покрывалом. Шляпка взрослых грибов достигает 1—5 см в диаметре, у молодых грибов колокольчатая до конической, затем раскрывается до выпуклой и плоско-выпуклой, в центре с заметным бугорком или без него, гигрофанная. Поверхность серо-коричневая, умброво-коричневая, фиолетово-коричневая или чёрно-коричневая, покрытая серебристо-серыми волокнами. Пластинки гименофора приросшие зубцом к ножке, сравнительно редкие, у молодых грибов от сиреневатых до бледно-коричневых или охристо-кремовых, с возрастом становятся ржаво-коричневыми.
Кортина заметна только у молодых грибов, беловатая.
Мякоть без особого запаха, в шляпке буроватая, в ножке сиреневато-коричневая.
Ножка достигает 3—8 см в длину и 0,2—0,9 см в толщину, цилиндрическая или немного расширяющаяся книзу, беловатой у молодых грибов и буроватой у взрослых поверхностью, в верхней части сначала с заметным сиреневатым отливом. Изредка покрыта слабо выраженными поясками.
Споровый отпечаток ржаво-коричневого цвета. Споры 7,5—9,5×4,5—6 мкм, эллиптические, с неровной поверхностью.
Пищевого значения не имеет, считается несъедобным грибом.

### Сходные виды
Паутинник обманчивый входит в группу видов, очень близких по морфологическим характеристикам, отличающимся по местам произрастания и микроскопическим признакам. В 2009 году многие из них были включены в синонимику паутинника обманчивого (см. #Синонимы).
- Cortinarius casimiri (Velen.) Huijsman, 1955 произрастает под лиственными и хвойными деревьями в Центральной и Северной Европе и Сибири. Отличается от всей группы наиболее крупными спорами (9—14,5×5,5—8,5 мкм).
- Cortinarius casimiri var. hoffmannii (Reumaux) Suárez-Santiago & A.Ortega, 2009 отличается красноватой окраской шляпки и отсутствием сиреневатого оттенка молодых пластинок и верхней части ножки. Споры 7,5—11×4—6 мкм.
- Cortinarius alnetorum (Velen.) M.M.Moser, 1967 и Cortinarius bibulus Quél., 1888 произрастают только под ольхой серой и ольхой чёрной, отличаются более заметными остатками кортины на ножке.
- Cortinarius albonigrellus J.Favre, 1955 — альпийский вид, произрастающий под ивой травянистой с хорошо выраженным кольцом.
- Cortinarius gallurae D.Antonini, M.Antonini & Cons., 2005 — средиземноморский вид, произрастающий под дубом и ладанником. Споры 7—11×4,5—6,5 мкм.
- Cortinarius subturibulosus Kizlik & Trescol, 1991 — средиземноморский вид, произрастающий под дубом. Отличается более крупными сетчатыми спорами (8—12×5—6 мкм).
- Cortinarius vernus H.Lindstr. & Melot, 1994 — европейский вид, произрастающий поздней осенью. Споры 6,5—9×4,5—6,5 мкм. Произрастает в лиственных лесах.
- Cortinarius inops J.Favre, 1955 — мелкий альпийский вид, произрастающий под ивой травянистой.

## Экология и ареал
Широко распространён по голарктической зоне Евразии и Северной Африки. Произрастает в хвойных и лиственных лесах, образует микоризу с самыми различными породами деревьев (ивой, широколиственными, хвойными).

## Синонимы
- Agaricus decipiens Pers., 1801basionym
- Agaricus fraternus Lasch, 1828
- Cortinarius atrocoeruleus (M.M.Moser) M.M.Moser, 1967
- Cortinarius contrarius J.Geesink, 1976
- Cortinarius flexipes f. sertipes (Kühner) Kühner, 1961
- Cortinarius fraternus (Lasch) Reumaux, 1990
- Cortinarius sertipes Kühner, 1955
- Cortinarius sertipes f. contrarius (J.Geesink) A.Ortega & Mahiques, 1995
- Hydrocybe atrocoerulea M.M.Moser, 1953
- Hydrocybe decipiens (Fr.) Wünsche, 1877
- Hydrocybe sertipes (Kühner) M.M.Moser, 1953
- Telamonia sertipes (Kühner) Hlavácek, 1985